# Соболь Теодозій Йосипович
Теодозій Йосипович Соболь (20 липня 1914, село Стебник, Австро-Угорщина, тепер місто Дрогобицького району Львівської області — ?) — український радянський діяч, голова виконавчого комітету Дрогобицької і Миколаївської районних рад депутатів трудящих Дрогобицької області.

## Біографія
Народився в бідній робітничій родині. Батько помер, коли Теодозію Соболю було три роки, у семирічному віці втратив також матір. Після смерті батьків виховувався в дитячому будинку в місті Болехові Станіславського воєводства, де у 1925 році закінчив п'ять класів початкової школи. З жовтня 1925 року виховувався в дитячому будинку міста Станіслава, у червні 1930 року закінчив п'ять класів Станіславської української гімназії.
З червня 1930 по лютий 1933 року був безробітним у селі Стебнику на Дрогобиччині. У лютому 1933 — квітні 1937 року — помічник слюсаря в майстерні приватної акціонерної спілки з добування калійної солі в Стебнику Львівського воєводства.
З квітня 1937 по вересень 1938 року служив рядовим 5-го полку стрільців підгалянських польської армії в місті Перемишлі.
У вересні 1938 — вересні 1939 року — помічник слюсаря в майстерні приватної акціонерної спілки з добування калійної солі в Стебнику.
У вересні 1939 — червні 1941 року — рахівник Стебницького калійного комбінату Дрогобицької області. У червні 1941 — серпні 1944 року — рахівник, діловод розрахункового відділу Стебницького калійного комбінату дистрикту Галичина Генеральної губернії. У серпні 1944 — березні 1949 року — старший бухгалтер матеріального відділу Стебницького калійного комбінату Дрогобицької області.
Член ВКП(б) з березня 1947 року.
У березні 1949 — січні 1950 року — голова виконавчого комітету Стебницької селищної ради депутатів трудящих Дрогобицької області.
У січні — серпні 1950 року — голова виконавчого комітету Миколаївської районної ради депутатів трудящих Дрогобицької області.
У вересні 1950 — серпні 1952 року — слухач Львівської обласної дворічної партійної школи.
6 серпня 1952 — 2 червня 1955 року — в.о.голови, голова виконавчого комітету Дрогобицької районної ради депутатів трудящих Дрогобицької області.
Подальша доля невідома.

## Нагороди
- медаль «За доблесну працю у Великій Вітчизняній війні 1941—1945 рр.» (1948)
- медалі